# Extraterritorialidad en China

Pérdidas territoriales de la dinastía Qing en China hasta 1911 (en inglés).

La Extraterritorialidad en China durante la época colonial tenía su base en una serie de concesiones y asentamientos coloniales dentro del territorio de China, ocupados y gobernados por administraciones extranjeras. El poder extranjero en estos territorios emanaba de los puertos abiertos, que eran ciudades portuarias que eran puertos francos, a lo largo de la costa china, aunque también podemos encontrar algunos en el Tíbet, Mongolia y Xinjiang. Dentro de estas ciudades podían encontrarse enclaves extranjeros extraterritoriales, que podían ser de dos tipos: concesiones y asentamientos.
La mayor parte de estas concesiones extraterritoriales fueron concebidas a través de los Tratados Desiguales. En estos tratados se obligaba a China a abrir más puertos al comercio, a hacerlos libres de impuestos y a arrendar territorios como concesiones o asentamientos.
Aparte de alguna región menor, estas concesiones ya no existen. Los dos últimos territorios europeos en China, Hong Kong y Macao, aunque no eran propiamente concesiones, sino colonias, fueron devueltas a la República Popular China en 1997 y 1999, respectivamente por esto se le llama extraterritorialidad en China.

## Orígenes

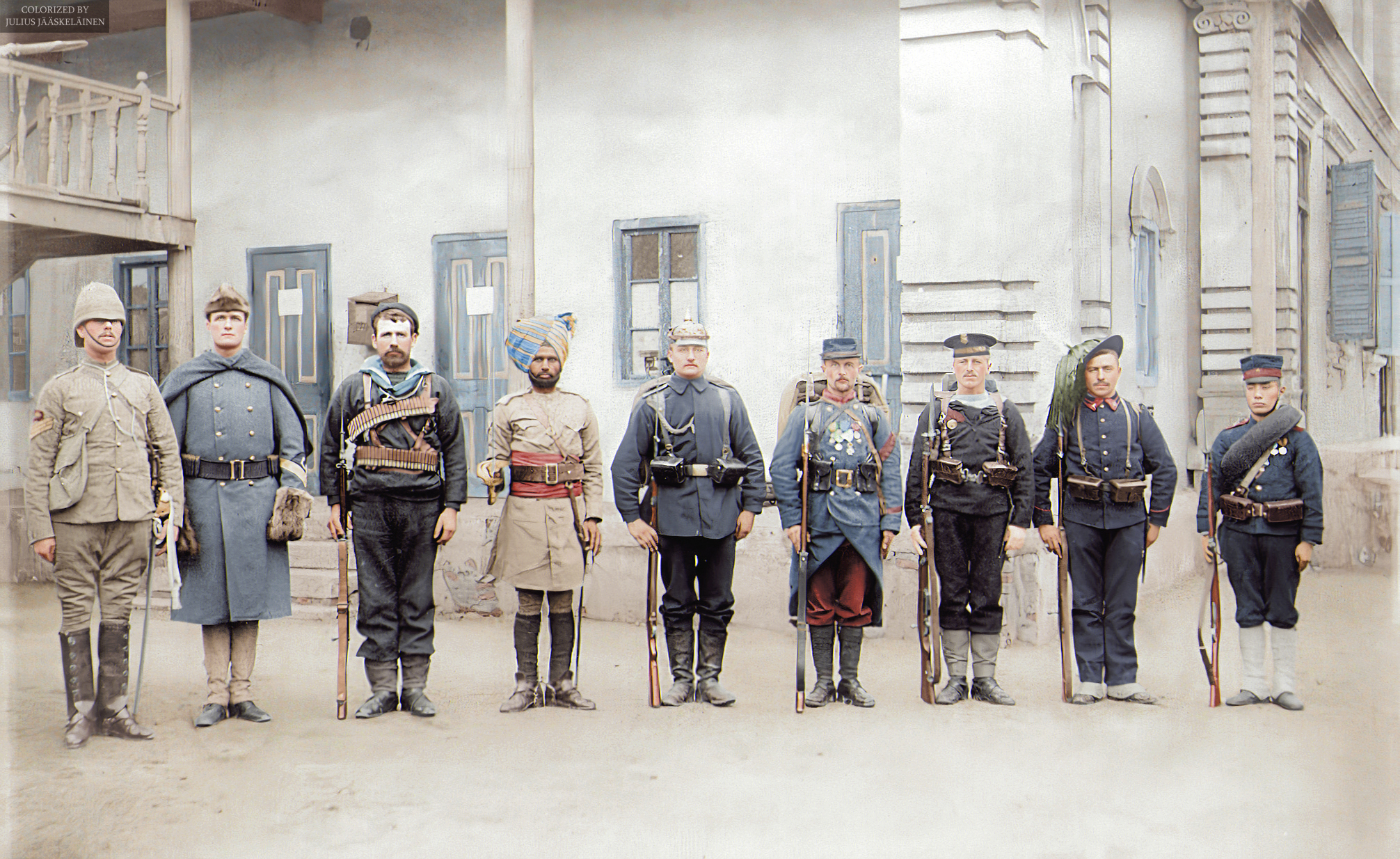
Soldados de la Alianza de las Ocho Naciones, Tianjin, año 1900.

Los orígenes de la extraterritorialidad en China pueden trazarse en el siglo XIX, al finalizar la primera guerra del Opio, a través del Tratado de Nankín. Este tratado, entre otras cosas, obligaba a China a abrir sus puertos y costas al comercio (Treaty ports), a otorgar privilegios de extraterritorialidad a los súbditos extranjeros, a la creación de tribunales o cortes mixtas para resolver los conflictos entre chinos y extranjeros, y a permitir la existencia y la colaboración con destacamentos militares extranjeros bajo el pretexto de defender a las personas y los intereses de las potencias establecidas en el país.
En cada ciudad podía haber varias concesiones, por ejemplo en la ciudad de Tianjin llegaron a convivir nueve de ellas. Por norma general, los poderes extranjeros a los que se otorgaban estas concesiones eran occidentales o japoneses. Aunque cada concesión era administrada por sus respectivos gobiernos, ocasionalmente se ponían de acuerdo para convivir en un solo asentamiento, como es el caso de la Concesión Internacional de Shanghái, que se formó a través del compromiso entre el Reino Unido y los Estados Unidos.

## Puertos abiertos

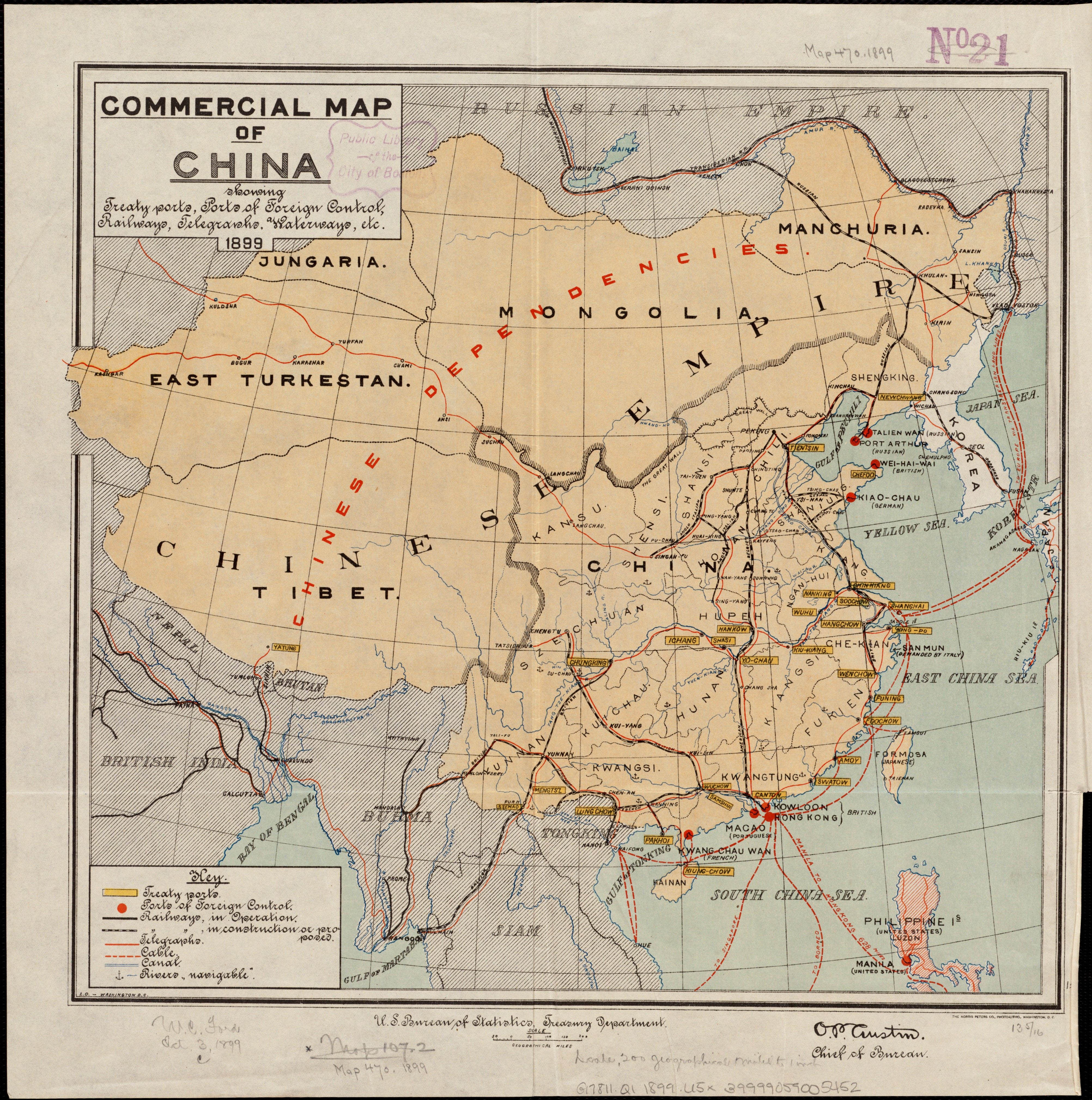
Mapa comercial de China que muestra los puertos abiertos en 1899 (en inglés).

Los "Treaty ports" o puertos del tratado, fueron ciudades portuarias o situadas al borde de los ríos navegables, como el Yangzi, en China, Japón y Corea, y abiertas al comercio extranjero a través de los Tratados Desiguales. En muchos casos estas ciudades no tenían un enclave extranjero de iure, aunque los residentes europeos o japoneses tendían a agruparse en sus propias zonas. Los misioneros tenían derecho a vivir en cualquier parte de China, así como a comprar o alquilar propiedades, pero los extranjeros laicos sólo tenían derecho a residir y realizar actividades comerciales en los Treaty ports. Los enclaves extranjeros dentro de estas ciudades podían ser de dos tipos diferentes, el asentamiento y la concesión.

### Asentamientos
Un asentamiento («Settlement») es un enclave de una superficie delimitada dentro del cual la administración, orden público y defensa militar quedaban fuera del gobierno de China y en manos de una administración consular y un consejo municipal. Sin embargo, el territorio propiamente dicho quedaba inscrito en el «Registro de la Oficina de Catastro Nacional» y los chinos también podían acceder y tener posesiones en plena propiedad dentro de la zona. Los asentamientos eran municipalidades autónomas con respecto al resto de la ciudad, y contaban con una fuerza policial. Aunque los consejos municipales de estos asentamientos estaban dirigidos por autoridades extranjeras, a partir de los años 20 se permitió también el acceso a residentes chinos. Para 1930 casi todos los enclaves incluían en sus consejos a miembros de nacionalidad y origen chino.

## Concesiones
Las «concesiones», por su parte, eran territorios arrendados o cedidos a otro país (o a varios, como en el caso del Asentamiento internacional de Shanghái). En principio los extranjeros podían adquirir una propiedad dentro de la concesión a través del consulado correspondiente, pero no así los chinos. Para mejorar la actividad comercial y el funcionamiento de los enclaves la mayoría de las concesiones permitieron el acceso a los chinos hacia 1860. Sin embargo, dado que no tenían la nacionalidad del país al que la concesión había sido cedida, eran ciudadanos de segunda categoría. A pesar de todo, la población china en estos enclaves acabó superando considerablemente a la extranjera. Por lo demás, la administración en ambos casos es similar. 

### Lista de concesiones
| País                          | Concesión                                                                  | Localización (nombre moderno) | Año de establecimiento                          | Año de disolución | Notas |
| ----------------------------- | -------------------------------------------------------------------------- | ----------------------------- | ----------------------------------------------- | ----------------- | --- |
| Internacional                 | Concesión Internacional de Shanghái                                        | Shanghái                      | 1863                                            | 1945              | Formado a partir de las concesiones británicas y estadounidenses, inicialmente estuvo gobernado por: Austria-Hungría, Dinamarca, Francia, Italia, Países Bajos, Noruega-Suecia, Portugal, Rusia, España, Reino Unido y Estados Unidos |
| Internacional                 | Barrio de las Delegaciones de Pekín                                        | Beijing                       | 1861                                            | 1945              | Todo el Barrio de las Legaciones, que abarcaba unas 3 hectáreas e incluía 11 embajadas extranjeras, se consideraba territorio soberano extranjero y estaba fuera del alcance de los ciudadanos chinos a quienes no se les permitía establecer su residencia dentro de los terrenos de las legaciones                                                                            |
| Internacional                 | Asentamiento internacional de Kulangsu                                     | Xiamen                        | 1903                                            | 1945              | El 10 de enero de 1902, los cónsules de Gran Bretaña, Estados Unidos, Alemania, Francia, Italia, España, Dinamarca, Países Bajos, Suecia-Noruega, Japón y otros ocho países firmaron la "carta de delimitación de Gulangyu" en el Consulado japonés de Kulangyu. Posteriormente, en enero de 1903, se estableció el Consejo Municipal de Asentamiento Internacional de Kulangsu |
| Austria-Hungría               | Concesión austrohúngara de Tianjin                                         | Tianjin                       | 1902                                            | 1917              | |
| Imperio belga                 | Concesión belga de Tianjin                                                 | Tianjin                       | 1902                                            | 1931              | [ 2 ] |
| Imperio francés               | Guangzhouwan                                                               | Zhanjiang                     | 1898                                            | 1946              | [ 3 ] |
| Imperio francés               | Concesión francesa de Shanghái                                             | Shanghái                      | 1849                                            | 1946              | |
| Imperio francés               | Concesión francesa de Shamian, Guangzhou                                   | Guangzhou                     | 1861                                            | 1946              | |
| Imperio francés               | Concesión francesa de Hankou                                               | Hankou                        | 1896                                            | 1946              | |
| Imperio francés               | Concesión francesa de Tianjin                                              | Tianjin                       | 1861                                            | 1946              | |
| Imperio francés               | Ferrocarril francés, Kunming                                               | Kunming                       | 1904                                            | 1940              | Después de los franceses, la Segunda Guerra Mundial vio una afluencia significativa de tropas estadounidenses. |
| Imperio Alemán                | Kiau Chau                                                                  | Qingdao                       | 1898                                            | 1914              | |
| Imperio Alemán                | Concesión alemana de Hankou                                                | Hankou                        | 1895                                            | 1917              | |
| Imperio Alemán                | Concesión alemana de Tianjin                                               | Tianjin                       | 1895                                            | 1917              | |
| Reino de Italia               | Concesión italiana en Tianjin                                              | Tianjin                       | 1901                                            | 1947              | [ 4 ] |
| Reino de Italia               | Concesión italiana de Shanghái                                             | Shanghái                      | 1902                                            | 1943              | [ 5 ] |
| Reino de Italia               | Concesión italiana de Amoy                                                 | Xiamen                        | 1902                                            | 1943              | [ 6 ] |
| Imperio japonés               | Territorio arrendado de Kwantung/Zona Ferroviaria del Sur de Manchuria     | Dalian                        | 1905                                            | 1945              | Obtenido de Rusia tras la guerra ruso-japonesa |
| Imperio japonés               | Territorio arrendado de la bahía de Kiautschou en la península de Shandong | Qingdao                       | 1914                                            | 1922              | La adquisición de Japón a Alemania fue reconocida por China en 1915, la concesión se mantuvo hasta 1922, cedida a China por el Tratado naval de Washington. |
| Imperio japonés               | Concesión japonesa de Tianjin                                              | Tianjin                       | 1898                                            | 1945              | Mantenido por Japón hasta la rendición en la Segunda Guerra Mundial |
| Imperio japonés               | Concesión japonesa de Hankou                                               | Hankou                        | 1898                                            | 1945              | Mantenido por Japón hasta la rendición en la Segunda Guerra Mundial |
| Imperio japonés               | Concesión japonesa de Chongqing                                            | Chongqing                     | 1897                                            | 1937              | Abandonado al estallar la segunda guerra sino-japonesa. |
| Imperio japonés               | Concesión japonesa de Suzhou                                               | Suzhou                        | 1897                                            | 1943              | [ 10 ] |
| Imperio japonés               | Concesión japonesa de Hangzhou                                             | Hangzhou                      | 1897                                            | 1943              | [ 10 ] |
| Imperio japonés               | Concesión japonesa de Shashi                                               | Shashi                        | 1898                                            | 1943              | [ 10 ] |
| Imperio Ruso/ Unión Soviética | Dalian Ruso                                                                | Dalian                        | 1898; 1945                                      | 1905; 1950        | Reocupada por la Unión Soviética entre 1945 y 1950. |
| Imperio Ruso/ Unión Soviética | Concesión rusa en Tianjin                                                  | Tianjin                       | 1900                                            | 1924              | |
| Imperio Ruso/ Unión Soviética | Concesión japonesa de Hankou                                               | Hankou                        | 1896                                            | 1924              | [ 13 ] |
| Imperio Ruso/ Unión Soviética | Ferrocarril Transmanchuriano, Harbin                                       | Harbin                        | 1896                                            | 1952              | Reocupada por la Unión Soviética después del conflicto chino-soviético de 1929. El ferrocarril fue devuelto en 1952. |
| Imperio Ruso/ Unión Soviética | Port Arthur                                                                | Lüshunkou                     | 1895                                            | 1905              | Adquirido por Rusia de Japón en la Triple Intervención, perdido en la guerra ruso-japonesa |
| Imperio Ruso/ Unión Soviética | Concesión rusa de la península de Liaodong                                 | Península de Liaodong         | 1898                                            | 1905              | Incluido Port Arthur |
| Imperio Británico             | Nuevos Territorios, Hong Kong británico                                    | Hong Kong                     | 1898                                            | 1997              | |
| Imperio Británico             | Weihaiwei británico                                                        | Weihai                        | 1898                                            | 1930              | La isla Liugong permaneció bajo control británico como territorio separado hasta 1940. |
| Imperio Británico             | Isla Liugong                                                               | Weihai                        | 1930                                            | 1940              | Anteriormente parte del territorio arrendado de Weihaiwei desde 1898. |
| Imperio Británico             | Concesión británica de Tianjin                                             | Tianjin                       | 1860                                            | 1945              | |
| Imperio Británico             | Concesión británica de Hankou                                              | Hankou                        | 1861                                            | 1927              | |
| Imperio Británico             | Concesión británica de Jiujiang                                            | Jiujiang                      | 1861                                            | 1929              | |
| Imperio Británico             | Concesión británica de Zhenjiang                                           | Zhenjiang                     | 1861                                            | 1929              | |
| Imperio Británico             | Concesión británica de Shamian, Guangzhou                                  | Guangzhou                     | 1861                                            | 1945              | |
| Imperio Británico             | Concesión británica de Amoy                                                | Xiamen                        | 1852                                            | 1930              | |
| Imperio Británico             | Concesión británica de Dalian                                              | Dalian                        | 1858                                            | 1860              | |
| Imperio Británico             | Concesión británica de Shanghái                                            | Shanghái                      | 1846                                            | 1863              | Se fusionaron para formar la Concesión Internacional de Shanghái |
| Imperio Británico             | Almacenes comerciales en Tengchong (Tengyue)                               | Yunnan                        | Finales del siglo XIX / principios del siglo XX |                   | Todavía en pie, con agujeros de bala. El diplomático británico Augustus Margary fue asesinado aquí en 1875. El consulado se construyó en 1921. |
| Estados Unidos                | Concesión estadounidense de Shanghái                                       | Shanghái                      | 1848                                            | 1863              | Se fusionaron para formar la Concesión Internacional de Shanghái |
| Estados Unidos                | Concesión estadounidense de Tianjin                                        | Tianjin                       | 1860                                            | 1902              | Se fusionaron para formar la Concesión británica en Tianjin |

Además, se planearon más concesiones, pero nunca se completaron: 
| País           | Concesión planeada                     | Localización (nombre moderno) |
| -------------- | -------------------------------------- | ----------------------------- |
| Reino Unido    | Concesión británica de Yingkou         | Yingkou                       |
| Reino Unido    | Concesión británica de Jiangning       | Nankín                        |
| Reino Unido    | Concesión británica de Yichang         | Yichang                       |
| Reino Unido    | Concesión británica de Wuhu            | Wuhu                          |
| Reino Unido    | Concesión británica de Wenzhou         | Wenzhou                       |
| Japón          | Concesión japonesa de Fuzhou           | Fuzhou                        |
| Japón          | Concesión japonesa de Xiamen           | Xiamen                        |
| Japón          | Concesión japonesa de Yingkou          | Yingkou                       |
| Francia        | Concesión francesa de Yantai           | Yantai                        |
| Francia        | Concesión francesa de Jiangning        | Nankín                        |
| Estados Unidos | Concesión estadounidense de Wenzhou    | Wenzhou                       |
| Italia         | Concesión italiana en las islas Sanmen | Condado de Sanmen             |

## Vida en los enclaves
Los ciudadanos extranjeros que vivían dentro del territorio de estas concesiones desarrollaron su propia cultura, muy alejada de la del resto de China, pues los enclaves estaban muy europeizados. Se construyeron iglesias, escuelas, public houses, y otras instituciones comerciales europeas. En el caso de las concesiones japonesas, también sus tradiciones e idioma se conservaron. El sello de identidad nacional de cada país que se quiso dar a algunos de estos enclaves puede apreciarse en la arquitectura de sus construcciones.
Dado que cada concesión tenía su propia jurisdicción y fuerza policial, una actividad podía ser legal en una de ellas pero no serlo en otra. Esta jurisdicción provocó que el crimen proliferase en ciudades grandes como Shanghái o Tianjin, que albergaban varias concesiones o asentamientos pues se podía cometer un crimen en una jurisdicción y rápidamente escapar a otra. La extraterritorialidad se convirtió en un problema grave a causa del crimen organizado durante la época republicana, especialmente a principios del siglo XX durante el periodo de los señores de la guerra, al colapsarse la autoridad central. Se realizaron algunos esfuerzos de cooperación entre las fuerzas policiales de los diferentes poderes extranjeros y nacionales, pero sin mucho éxito. 